# Kenneth Okonkwo
Kenneth Okonkwo es un actor nigeriano, conocido popularmente por su interpretación de Andy Okeke en la película Living in Bondage de 1992.

## Biografía
Okonkwo nació en Nsukka, estado de Enugu. Asistió a la Universidad de Nigeria, Nsukka, donde obtuvo una licenciatura en Administración de empresas, y a la Universidad de Lagos, Akoka para culminar su Maestría en Derecho Internacional y Diplomacia.
En 2013 la Academia de Cine Africano lo premio con el reconocimiento especial Pillars of Nollywood. En 2015, los organizadores de los premios City People Entertainment le otorgaron un premio de reconocimiento especial por su contribución al crecimiento del entretenimiento en Nigeria.

## Filmografía
- Living in Bondage[2]
- Living in Bondage 2
- Arusi-Iyi
- Oganigwe[2]
- The Suitors
- Holy Ghost Fire
- Naomi
- To Love a Thief
- A Million Madness
- Beyond Reason
- Government House